# ザルツギッター
ザルツギッター（Salzgitter）は、ニーダーザクセン州に位置する代表的な都市である。およそ10万人ほどの人口を有し、同州においては7番目の規模にあたる。

## 地理
最大箇所で東西19km、南北24kmの広さがある。最も高い地点はハンベルク(Hamberg)の丘で海抜275mである。

## 歴史
この町は14世紀初頭の塩の泉(Salt Spring)に起源を持つ。
隣町のグリッター(Glitter)と塩の泉(Salz)を合わせて、Salzglitterの名前になった。
1803年にプロイセンに併合されるが、1815年にハノーファー王国の一部となった。1866年にプロイセンに変わり、プロイセンの自治体となった。

## 姉妹都市
- イマトラ、フィンランド
- クレテイユ、フランス
- ゴータ、ドイツ
- スタールイ・オスコル、ロシア
- カトヴィツェ、ポーランド

## 出身者
- マルティン・ドレーヴェス：軍人
- ダニエル・テイス：バスケットボール選手

## 引用
1. ↑  Landesamt für Statistik Niedersachsen, LSN-Online Regionaldatenbank, Tabelle A100001G: Fortschreibung des Bevölkerungsstandes, Stand 31. Dezember 2023